# Unión de Grodno (1432)
La Unión de Grodno fue una serie de decretos de la unión polaco-lituana entre el Reino de Polonia y el Gran Ducado de Lituania. Los primeros se firmaron en 1432 durante la Guerra civil lituana de 1431-1435, en la ciudad de Grodno. Los edictos confirmaron la Unión de Vilnius y Radom (1401). La Unión estableció a Segismundo I Kęstutaitis como el Gran Duque de Lituania y restableció la antigüedad y el interés dinástico de Vladislao II de Polonia en Lituania.

## Antecedentes
Después de la muerte de Vitautas en 1430, los nobles lituanos eligieron unilateralmente a Švitrigaila como el nuevo Gran Duque. Esto violó los términos de la Unión de Horodło de 1413, donde los lituanos prometieron no elegir un nuevo Gran Duque sin la aprobación de Polonia. Los nobles polacos se indignaron y exigieron que Švitrigaila reconociera lealtad a su hermano Vladislao II Jagellón, rey de Polonia. Švitrigaila se negó y el conflicto se convirtió en una guerra civil. En septiembre de 1431, Polonia y Lituania firmaron una tregua de dos años; sin embargo, el 31 de agosto de 1432, un grupo de nobles depuso a Švitrigaila en apoyo de Segismundo Kęstutaitis, hermano de Vitautas. Segismundo reanudó la política de unión con Polonia. Una delegación polaca, enviada a Lituania por Vladislao II Jagellón y dirigida por Zbigniew Oleśnicki, obispo de Cracovia, declaró a Segismundo como el Gran Duque de Lituania de por vida el 30 de septiembre de 1432. Segismundo juró lealtad a Polonia en un decreto, firmado en Grodno (Hrodna) el 25 de octubre de 1432. Vladislao II Jagellón confirmó ambos edictos el 3 de enero de 1433. Segismundo tuvo que reconfirmar su lealtad a estas disposiciones el 20 de enero de 1433, el 27 de febrero de 1434, el 6 de diciembre de 1437 y el 31 de octubre de 1439. Colectivamente todos estos actos se conocen como la Unión de Grodno.

## Disposiciones
La Unión estableció una clara relación señor-vasallo entre Vladislao II Jagellón (titulado dominus nostra y frater seniorus) y Segismundo (titulado supremus princeps ad tempora vitae). El acto en esencia confirmó la Unión de Vilna y Radom (1401) y otorgó a Segismundo los mismos derechos que Vitautas disfrutó durante su reinado.  Después de la muerte de Segismundo, Lituania debía regresar al rey de Polonia; así, la Unión de Grodno abandonó las disposiciones de la Unión de Horodło (1413), que preveía que la nobleza lituana elegiría a su nuevo Gran Duque con el consentimiento de los nobles polacos. Sigismund prometió no buscar la corona lituana y su hijo Michael Žygimantaitis no tenía derechos dinásticos al trono de Lituania. Así, el interés dinástico Jagellón en Lituania se restableció, lo que se explica por el hecho de que en 1413 no tuvo hijos, mientras que en 1432 tuvo dos hijos (Ladislao III y Casimiro IV). Segismundo también hizo concesiones territoriales a Polonia, que recibió impugnadas Podolia y parte de Volinia (a excepción de Lutsk y Volodymyr-Volynskyi). Después de la muerte de Segismundo, Volinia entera pasó incondicionalmente a Polonia.

## Consecuencias
En 1435, Segismundo ganó la batalla decisiva de Pabaiskas y así terminó la Guerra civil lituana de 1431-1435. Se estableció en Lituania y comenzó a distanciarse de las políticas pro-polacas. Segismundo aprovechó la lucha dinástica entre los Jagellones y la dinastía de los Habsburgo sobre el Reino de Bohemia en 1437-1438 e intentó formar una coalición antipolaca con los Caballeros Teutónicos.  El plan fracasó y Segismundo se vio obligado a reconfirmar la Unión de Grodno en 1437 y 1439. A pesar de las declaraciones, después del asesinato de Segismundo en 1440, los lituanos eligieron unilateralmente a Casimiro IV Jagellón como su Gran Duque. La unión entre Polonia y Lituania se rompió hasta 1447, cuando Casimir también se convirtió en rey de Polonia.